# Mateiu Caragiale
Mateiu Ion Caragiale (roumain : [maˈtej iˈon karaˈdʒjale] ), né le 12 mars 1885 (24 mars dans le calendrier grégorien) et mort le 17 janvier 1936, également connu sous le nom de Matei ou Matheiu, ou dans la version désuète Mateiŭ,, est un poète et prosateur roumain, surtout connu pour son roman Craii de Curtea-Veche, qui dépeint le milieu des descendants de boyards avant et après la Première Guerre mondiale. Son style, associé au symbolisme, au mouvement décadent de la fin de siècle et au début du modernisme, est un élément original de la littérature roumaine de l'entre-deux-guerres. Dans d'autres contributions tardives, Mateiu Caragiale est le pionnier du roman policier au niveau local, mais il existe un désaccord sur la question de savoir si son travail dans ce domaine a produit un récit complet ou seulement des fragments. La rareté des écrits qu'il laisse est contrastée par leur acclamation par la critique et par un grand nombre d'adeptes, pour la plupart posthumes, communément appelés les mateistes.
Également connu comme héraldiste et graphiste amateur, le jeune Mateiu Caragiale publie ses ouvrages de façon sporadique, cherchant plutôt à s'imposer en politique et poursuivant une carrière dans la fonction publique. Associé au Parti conservateur-démocratique, puis à la Ligue populaire, il finit par susciter la controverse en soutenant les puissances centrales pendant leur occupation de la Roumanie. Il se concentre ensuite sur la littérature et, à la fin des années 1920 et au début des années 1930, il publie la plupart de ses textes en prose dans la revue Gândirea.
Enfant illégitime et rebelle de l'influent dramaturge Ion Luca Caragiale, il est le demi-frère de Luca Caragiale, poète d'avant-garde mort en 1921, et le gendre posthume de l'auteur Gheorghe Sion. Mateiu Caragiale est vaguement affilié au symbolisme roumain, une figure connue pour son dandysme, son excentricité et sa bohème, et, pendant une grande partie de sa vie, une présence régulière dans le cercle intellectuel formé autour du restaurant Casa Capșa. Il compte parmi ses associés la figure politique controversée Alexandru Bogdan-Pitești, l'animatrice culturelle Mărgărita Miller Verghy et le poète Ion Barbu, qui est aussi l'un de ses promoteurs les plus dévoués.

## Biographie

### Jeunesse
Originaire de Bucarest, il naît hors mariage de Ion Luca Caragiale et de Maria Constantinescu, une ancienne employée de la mairie,, célibataire alors âgée de 21 ans,. Vivant ses premières années dans la maison de sa mère sur la rue Frumoasă, près de Calea Victoriei (jusqu'à ce que le bâtiment soit vendu),, Mateiu a une demi-sœur, la fille de sa mère issue d'une autre liaison extra-conjugale. En 1889, presque un an après s'être séparé de sa concubine, son père épouse Alexandrina Burelly, faisant entrer Mateiu dans sa nouvelle famille,,,. Au cours des années suivantes, il s'éloigne progressivement de son père et, selon Ecaterina, la plus jeune des enfants d'Ion Luca Caragiale et de Burelly, « Mateiu était seul à affronter [son père] et à le contredire systématiquement ».
Le jeune Caragiale est scolarisé au Collège Sfântul Gheorghe d' Anghel Demetriescu à Bucarest, où il se découvre une passion pour l'histoire et l'héraldique,,,. À cette époque, il est entre probablement dans le cercle de Demetriescu, qui comprend le docteur Constantin Istrati, l'écrivain Barbu Ștefănescu-Delavrancea, le physicien Ștefan Hepites, le critique littéraire N. Petrașcu et l'architecte Ion Mincu. Lors d'un voyage d'été en 1901 à Sinaia, où il séjourne avec la famille Bibescu, Mateiu fait la connaissance de George Valentin et d'Alexandru Bibescu (dans une lettre qu'il écrit à l'époque, il décrit ce dernier comme "seulement trop fou et un maniaque frénétique"). Son livre préféré à 17 ans est L'Arriviste, du romancier français Félicien Champsaur, qui, comme il le reconnaît lui-même, contribue à sa vision de l'ascension sociale. En 1903, avec Ion Luca, Burelly et leurs enfants, il voyage à travers une grande partie de l'Europe occidentale, visitant l'Autriche-Hongrie, la Suisse, l'Italie et la France ; au cours de ce voyage, il enregistre les impressions que lui laissent les différents courants artistiques européens.
En 1904, son père s'installe à Berlin, amenant Mateiu Caragiale avec lui - dans l'espoir de le convaincre d'étudier le droit à l' Université Frederick William -, mais Mateiu Caragiale passe son temps à lire et à explorer la capitale impériale allemande,,,. Il évoquera plus tard cette période en utilisant un terme français, « l'école buissonière »,,, et soulignera qu'"[elle] m'a été d'une grande utilité",. Ecaterina Caragiale indique que l'un des passe-temps favoris de son frère est "d'admirer les arbres séculaires du Tiergarten ", et il est également connu pour avoir passé des journées entières à la National Gallery, particulièrement friand de peintures de Jacob Isaakszoon van Ruisdael. Insatisfait de l'attitude de Mateiu Caragiale, Ion Luca le renvoie en Roumanie en 1905, où il s'inscrit à la faculté de droit de l' Université de Bucarest, mais abandonne un an plus tard,,. Pendant un court moment, Caragiale-père confie même à Ștefănescu-Delavrancea l'encadrement de son fils éloigné.

### Conflit père-fils et débuts littéraires

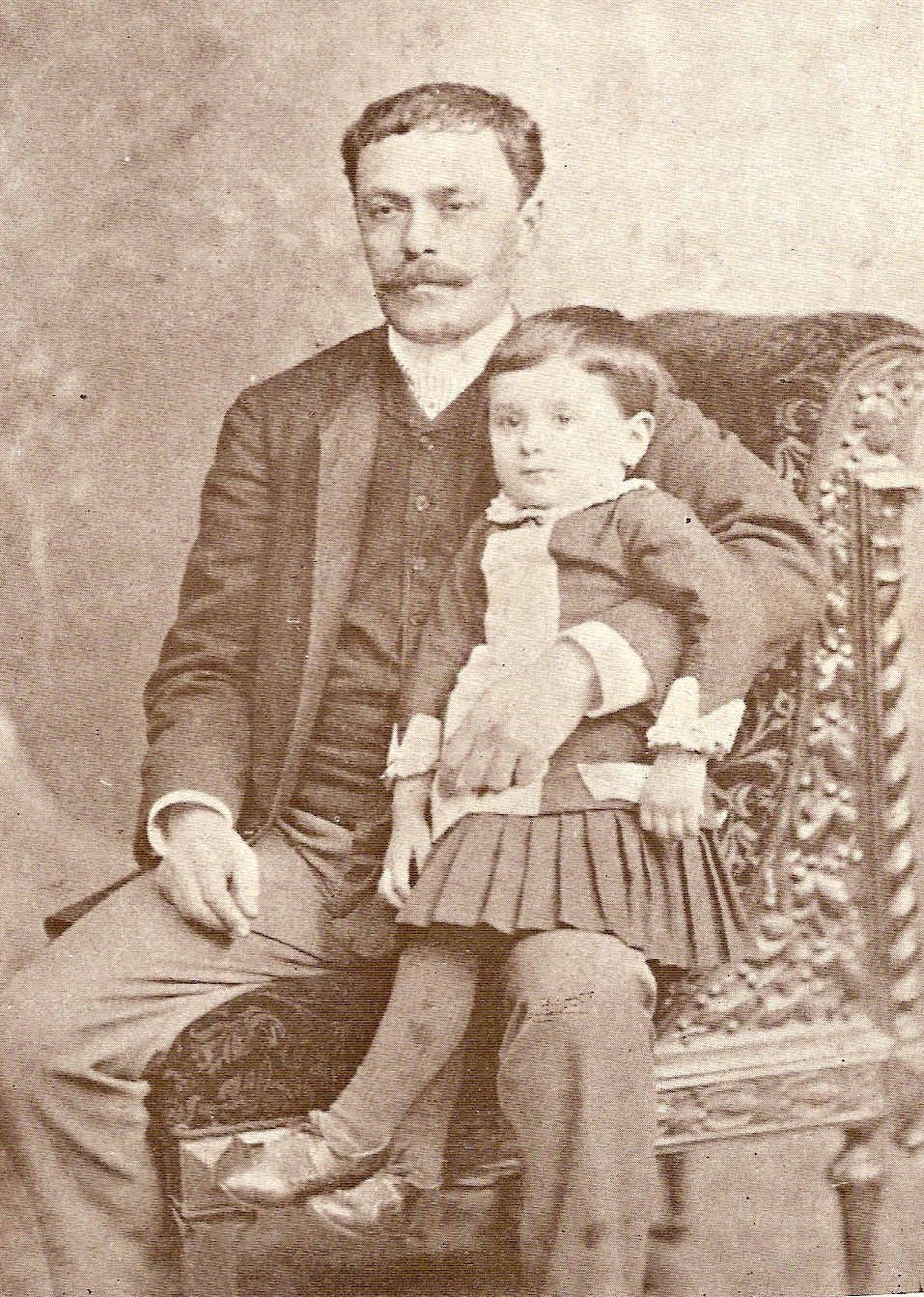
Ion Luca Caragiale tenant Mateiu, ca. 1890

Le conflit avec son père se prolonge durant toute la vie de ce dernier,,. Le psychiatre et essayiste Ion Vianu, qui a exploré la relation avec les outils de la psychanalyse, décrit le sentiment de Mateiu envers Ion Luca comme une "antipathie, à la limite de la haine", et propose que cela reflète les influences maternelles de la brève période où Maria Constantinescu s'était retrouvée célibataire .
La situation dégénère vraisemblablement en 1904, après la mort de sa tante Lenci, lorsque Ion Luca reprend la charge de son fils, et aggravé par la décision de son père de cesser de le subventionner, ce qui laisse ce dernier sans source de revenu stable,. Il est donc censé subvenir aux besoins de sa mère et de sa sœur, jusqu'à ce que Ion Luca transfère l'héritage résultant du décès de son autre tante Catinca Momuloaia, à son ancien amant. Il indique également que son père le fait entrer à l'université Frederick William sans lui avancer d'argent pour les frais de scolarité. Quelque temps après son retour en Roumanie, il commence à fréquenter le cercle littéraire symboliste formé autour du poète et agitateur politique de gauche gauche Alexandru Bogdan-Pitești, qui fournit de l'argent au jeune Caragiale et l'invite souvent à dîner,,.
Au printemps 1907, malgré les tensions permanentes entre père et fils, Mateiu, qui se remet d'une forme grave de rougeole, retourne à Berlin, où réside encore la famille de Ion Luca,,. Il devient rapidement l'amant d'une femme de la région, une liaison qui aurait amené son père à se déclarer scandalisé. La même année, Mateiu Caragiale est fasciné par les rumeurs de violence de la jacquerie paysanne roumaine de 1907, enregistrant diverses nouvelles exagérées sur son caractère et son étendue, et la décrivant comme « une belle chose ». En 1909, il s'inscrit de nouveau à l'université, ayant décidé de préparer un diplôme de fin d'études, mais échoue de nouveau à terminer ses études.
Mateiu Caragiale a ses premières réflexions sur Craii de Curtea-Veche en 1910,,. Deux ans plus tard, lors d'un voyage à Iași, il publie ses 13 premiers poèmes dans la revue littéraire Viața Românească, s'attirant les louanges du poète Panait Cerna, et les moqueries de Tudor Arghezi. Le critique littéraire Șerban Cioculescu a souligné que celles-ci avaient été imprimées à la suite des interventions de son père auprès du personnel du magazine, et, selon le récit contemporain du beau-frère de Luca, le philosophe Ionel Gherea, Ion Luca admirait les contributions de son fils, ses critiques étant minimes, constructives et bien accueillies par Mateiu. Cela amène Gherea à conclure que, en copiant dans la réalité un cliché symboliste, Caragiale-fils fabrique une image injuste de son père. Plus tard, Mateiu continue à écrire de la poésie, publiée par le promoteur littéraire Constantin Banu dans son magazine, Flacăra.
Son père meurt en juin 1912, ce qui, selon Șerban Cioculescu (qui cite la correspondance de Mateiu), le laisse indifférent. À cette époque, Caragiale-fils n'appréciait pas que Ion Luca exploite sa popularité à des fins matérielles et, plus tard dans la même année, il a déclaré que, "pour une somme modique", on pouvait persuader Caragiale-père de lire ses œuvres à la foire de Obor,. Dans une partie de son journal intime, aujourd'hui perdue et commentée par Cioculescu, il affirme également que la consommation excessive d'alcool et de tabac a entraîné le déclin physique et mental de son père. Malgré son amour pour Berlin, il n'est pas non plus satisfait de l'installation de son père dans cette ville et fait courir le bruit que, aux yeux de sa famille et de ses amis, le départ de Ion Luca est interprété comme une "folie" (tout en alléguant que le père de Caragiale a l'intention d'écrire des pièces de théâtre en allemand, avec l'aide de Mite Kremnitz, l'ancien amant du poète Mihai Eminescu ). Lors de la cérémonie funéraire, il aurait choqué la pianiste Cella Delavrancea en déclarant froidement en français : « Je suis venu voir feu mon père »,,.

### Entrée dans la fonction publique
Caragiale retourne à Bucarest : à l'été 1912, avec l'aide du journaliste Rudolf Uhrinowsky, le jeune écrivain est employé par une gazette de langue française, L'Indépendance Roumaine, informant ses lecteurs qu'il est également devenu le seul représentant légitime de la famille Caragiale en Roumanie. En octobre, il devient chef de cabinet au ministère des Travaux publics dans le deuxième exécutif Titu Maiorescu, sous le ministre Alexandru Bădărău (en),,. Il avait manifesté un intérêt relatif pour la politique vers 1908, après le ralliement de son père à Take Ionescu et à son Parti conservateur-démocratique ; à l'époque, il critiquait les choix politiques de Ion Luca, mais notait néanmoins qu'ils pouvaient servir de moyen pour sa propre promotion (« Désormais, j'aurai un filon politique [...], quelque chose de certain, s'il y a jamais eu de certitude sur Terre. »). Quatre ans après ce commentaire, peu après avoir fait ses débuts littéraires, il est en conflit contre son père pour avoir envisagé une nomination au cabinet de l'exécutif de Ionescu.
À la mort de Caragiale senior, Mateiu prévoit initialement de rejoindre le parti conservateur classique et de réclamer un poste à Grigore Gheorghe Cantacuzino (en), le maire de Bucarest et un proche de Bogdan-Pitești. Néanmoins, il en vient à définir cette position comme « une mauvaise solution », et, alors que Maiorescu et Ionescu formaient une alliance, il demanda avec succès la nomination de Bădărău, l'obtenant finalement par le biais d'un décret signé par le roi Carol Ier. Caragiale commentera plus tard : « [Bădărău] m'a confié cette clé d'or, que je désirais depuis si longtemps, et que, pour autant, je n'avais pas désespéré d'obtenir. ». Cela contredit un autre de ses récits, dans lequel il avoue que, d'abord reçu avec indifférence par Bădărău, il avait prétendu que son adhésion aux conservateurs-démocrates avait été la demande mourante de Ion Luca,. Șerban Cioculescu a commenté : « Il n'aurait pas pu y avoir de distorsion plus complète de la dernière volonté d'un parent ! ».
Il prend ses fonctions le 7 novembre 1912, mais, comme il l'a avoué plus tard, les registres officiels ont été modifiés pour faire croire qu'il était fonctionnaire depuis le 29 octobre,. Son mandat est décrit par le critique Barbu Cioculescu comme une expérience fade, Mateiu ayant « épuisé sa fantaisie [politique] » avec ses efforts pour charmer Bădărău. Comme Caragiale l'a raconté plus tard, il a mené des discussions avec une délégation du royaume de Serbie concernant l'initiative de construire un pont sur le Danube pour relier les deux États. En 1913, il devient chevalier de l'ordre de la Couronne roumaine (Coroana României), reçoit l'ordre de Sainte-Anne de 2e classe de l'Empire russe,. Il reçoit également reçu les médailles roumaines de 1ère classe Bene Merenti et Bărbăție și credință. En 1913, Caragiale écrit le récit Remember, tout en poursuivant ses contributions à Viața Românească. Bien que son bureau soit redevable à la politique conservatrice-démocratique, Caragiale reste proche de Bogdan-Pitești, dont le quotidien Seara publie à plusieurs reprises des articles prétendant dénoncer la faction de Take Ionescu et concentre souvent ces attaques sur Bădărău,. Son emploi prend finalement fin le 17 janvier 1914, avec l'arrivée au pouvoir du cabinet national libéral d'Ion I. C. Brătianu,. Selon Ion Vianu, Caragiale avait raison de supposer que son implication marginale dans les intrigues politiques avait fait de lui une cible pour l'adversité de Bădărău.

### Première Guerre mondiale
Au début de la Première Guerre mondiale, alors que la Roumanie reste un pays neutre, les notes de Caragiale indiquent que son ami Bogdan-Pitești agit en tant qu'agent politique des Empires centraux et que l'argent qu'il met à disposition provient de fonds de propagande allemands,,. Néanmoins, les deux personnages sont particulièrement proches l'un de l'autre pendant et après 1915 et, en 1916, ils se rendent même ensemble à Berlin,,. À cette époque, Caragiale visite également le cercle littéraire germanophile mis en place par Mărgărita Miller-Verghy, et emprunte à Bogdan-Pitești un montant rapporté de 10 000 lei, qu'il ne rendra jamais. Les préférences germanophiles et le conservatisme traditionaliste de Caragiale avaient alors éteint sa francophilie culturelle, et des rumeurs se répandirent selon lesquelles il était lui-même un espion de l'Empire allemand.
Fréquentant le célèbre restaurant Casa Capșa, Mateiu Caragiale est constamment entouré d'un groupe restreint de fêtards, parmi lesquels figurent Uhrinowsky, et l'aristocrate Gheorghe Jurgea-Negrilești. Ils sont ensuite rejoints par l'amiral russe Vessiolkin, qui serait le fils illégitime de l'empereur Alexandre III. Grâce à l'intervention d'Uhrinowsky, Mateiu Caragiale devient correspondant de presse pour l'agence de presse ottomane Asmanli, un poste qu'il occupe pendant huit mois, jusqu'à ce que, comme il l'écrira plus tard, « les "eaux douces" de la société se tarissent ». Au milieu de l'été 1916, Mateiu Caragiale verse de l'argent à un fonds qui doit permettre de décorer la tombe de Ștefan Luchian du cimetière Bellu, un peintre mort récemment et protégé de Bogdan-Pitești, avec un buste du sculpteur Dimitrie Paciurea (en) (le conflit mondial et les événements ultérieurs ont empêché la réalisation de ce projet).
Alors que la Roumanie rejoint les puissances alliées et que débute la campagne de Roumanie, surplombée par la conscription dans l'armée roumaine, Caragiale rédige la première des trois sections de Craii de Curtea-Veche, intitulée Întâmpinarea crailor. Il réfléchira plus tard à l'importance de 1916, qu'il considère comme la « fin de l'Ancien Régime ». Il ne suit pas les autorités et les partisans de Take Ionescu lors de leur redéploiement en Moldavie lorsque le sud de la Roumanie tombe aux mains des puissances centrales, et reste à Bucarest. Il reste actif au sein des cercles germanophiles, y compris ceux qui optent pour le collaborationnisme, et est tenu en haute estime par les forces d'occupation : son frère Luca (en) est employé par le nouvel appareil administratif, mais la propre promotion de Mateiu au rang de préfet se heurte au veto du ministre fantoche Lupu Kostaki. Après que le gouvernement d'Alexandru Marghiloman ai signé la capitulation de mai 1918 devant les puissances centrales, il fait connaître son soutien au parti conservateur, plus pro-allemand : le 29 juin 1918, Luca et lui sont parmi les signataires d'une lettre adressée au vieillissant Petre P. Carp, l'ancien dirigeant conservateur, lui demandant de reprendre le pouvoir dans le pays,. Ce choix politique est très controversé, et son exposition contribue par la suite à la fin de la carrière politique de Mateiu Caragiale. Dans un essai biographique de 1970 critiquant Mateiu Caragiale, Cioculescu attribuait à Mateiu la paternité du document et affirmait que Luca n'avait accepté de s'y associer qu'en raison des pressions exercées par son frère.
En 1919, alors que Ionescu gagne en influence politique grâce à son alliance avec la Ligue populaire, il devient chef du bureau de presse du ministre des Affaires intérieures, poste qu'il occupe jusqu'en 1921,,. Ses écrits ultérieurs montrent qu'il était profondément mécontent de cette fonction, qu'il assimilait à « une rétrogradation », et qu'il en voulait à Ionescu de ne pas lui avoir confié la fonction diplomatique de consul. Il démissionne donc et quitte les conservateurs-démocrates, une action qu'il définira plus tard comme « une grave erreur ». Caragiale est réputé vivre dans la misère, résidant temporairement dans diverses maisons bon marché de la banlieue de Bucarest, et ayant été mis à la porte d'au moins un de ces endroits après avoir omis de payer son loyer. Ion Vianu estime que le fait de se concentrer exclusivement sur l'écriture de Craii... a eu un « effet thérapeutique » dans la mesure où cela a aidé l'écrivain à faire face à la situation.
Toujours en 1921, une première version de son Souvenir est imprimée dans Viața Românească. La deuxième partie de Craii...,  "Cele trei hagialâcuri" , est écrite de façon sporadique entre 1918 et 1921 (selon Caragiale lui-même : « il a été écrit sur les tables des restaurants, dans les tripots, dans la salle de réunion de la justice de paix »). Il épouse Marica Sion, la fille du poète et noble Gheorghe Sion (en), en 1923, devenant ainsi propriétaire d'un terrain nommé Sionu, à Fundulea (bien qu'il réside dans le centre de Bucarest),,,,. Sa femme, qu'il avait probablement rencontrée avant 1916, alors qu'il assistait aux soirées de Miller Verghy, est son aînée de 25 ans,,. Bien qu'il possède des terres à la campagne et qu'il mène une vie confortable en ville, Mateiu Caragiale avoue avoir la nostalgie des maisons dans lesquelles il a été élevé, et notamment de la maison de sa mère à Bucarest.

### Craii de Curtea-Vecheet séjour italien
Mateiu Caragiale publie Souvenir en volume l'année suivante; à partir de 1922, il commence à travailler sur Spovedanii, la troisième et dernière section de Craii..., qui, comme il le raconte, coïncide avec « la crise la plus terrible » de sa vie. Plusieurs de ses poèmes sont publiés dans un recueil de 1925 édité par Perpessicius (en) et Ion Pillat (Antologia poeților de azi), et sont accompagnés d'un portrait à l'encre signé Marcel Janco ; à cette époque, Mateiu Caragiale annonce qu'il va publier une série de poèmes sous le titre Pajere (elle ne sera imprimée qu'après sa mort),. Dans la période 1925-1933, les notes de Mateiu Caragiale montrent qu'il considère sa vie comme marquée par des cycles existentiels et des moments cruciaux,.
De mars 1926 à octobre 1928, le magazine Gândirea de Tudor Vianu publie son roman Craii de Curtea-Veche sous forme de série,. Il achève les derniers ajouts au texte en novembre 1927, alors que ses premières sections sont déjà imprimées. Le dernier épisode est présenté par Gândirea, qui reçoit un accueil très favorable : « Dès que la première de ses parties a été imprimée, cette œuvre a été accueillie avec une ferveur sans précédent dans la littérature roumaine. Pour le travail qu'elle a exigé, comme pour l'obsession fatigante à laquelle elle m'a soumis, je ne lui en veux pas : elle est vraiment magnifique [...]. ». L'historien de la littérature Eugen Lovinescu, qui critique l'évolution ultérieure de Gândirea vers le traditionalisme et l'idéologie d'extrême droite (une évolution qui coïncide avec le départ de Vianu), soutient que Mateiu Caragiale est un apport important pour le milieu littéraire. Selon lui, Mateiu Caragiale et d'autres « écrivains de talent » aident la revue, qui n'a pas de « critique d'autorité » à sa tête.
En 1926, il se rallie à la Ligue populaire et demande sans succès à Octavian Goga de lui confier une candidature à un siège parlementaire lors des élections de cette année-là,. En janvier 1928, il s'oriente à nouveau vers une carrière dans le service diplomatique et cherche à obtenir une nomination pour lui-même au consulat de Roumanie à Helsinki, en Finlande, ; il rend ainsi visite au ministre des Affaires étrangères Nicolae Titulescu en Italie, à Sanremo,,. Son passage en Lombardie coïncide avec de grandes inondations, un événement consigné avec intérêt dans ses notes privées. Titulescu le reçoit à l'hôtel Miramare, mais les discussions entre eux ne sont pas concluantes,,. Selon Perpessicius, l'échec est généré par l'adversité des autres personnalités politiques à l'égard de Mateiu Caragiale, tandis que Ion Vianu soutient que l'ambition elle-même avait constitué une preuve de « parfait utopisme ». L'écrivain est néanmoins satisfait de sa visite, ayant été profondément impressionné par le paysage italien, et, en conséquence, il tente de créer une atmosphère de, selon ses propres termes, « profonde quiétude rustique italienne » dans sa propriété de Fundulea,. Son journal perpétue également la rumeur selon laquelle Titulescu est un cocaïnomane.
Mateiu Caragiale suspend ses projets politiques et concentre son énergie sur l'obtention de la Légion d'honneur française, dont il devient l'un des chevaliers en décembre 1929. L'auteur roumain lui-même a noté que cela avait été rendu possible par l'intercession de François Lebrun, le correspondant à Bucarest du journal Le Matin, qu'il considérait comme un ami personnel.

### Fin de vie et mort

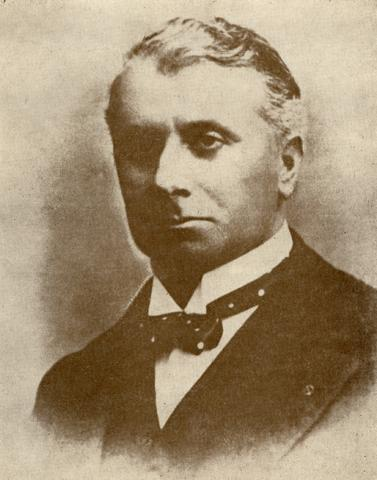
Photographie de Mateiu Caragiale vieillissant.

Mateiu Caragiale commence également à travailler sur l'écriture fragmentaire de Soborul țațelor (1929) et le roman policier Sub pecetea tainei (1930), mais ils resteront inachevés. Dans sa première version, Sub pecetea tainei est publié par Gândirea entre avril 1930 et avril 1933,, tandis que Soborul țațelor est conservé dans trois variantes différentes,. Dans un essai de 1985 publié plus tard comme préface à Sub pecetea tainei, le critique littéraire Nicolae Manolescu a proposé que, bien que l'histoire n'ait pas reçu de touche finale, son intrigue était censée sembler ambiguë, ce qui avait conduit d'autres commentateurs à supposer à tort que le texte se terminait brusquement.
En 1931, l'écrivain espère toujours un retour sur la scène politique, cette fois avec le Parti démocratique nationaliste, arrivé au pouvoir sous Nicolae Iorga. À cette fin, il s'adresse au sous-secrétaire aux affaires intérieures Nicolae Ottescu, demandant à être nommé préfet, mais il essuie un refus. Au cours de la même période, Mateiu Caragiale participe occasionnellement à des événements touchant la scène culturelle. En mai 1930, il est présent à un banquet en l'honneur de l'écrivain italien Filippo Tommaso Marinetti, l'idéologue du futurisme. Organisé par la Société des écrivains roumains et l'Association culturelle italo-roumaine, il réunit également de nombreuses autres personnalités culturelles, dont la plupart, notamment l'artiste Marcel Janco et les écrivains Ion Vinea, Jacques G. Costin, Ion Minulescu et Camil Petrescu, sont des collaborateurs de la revue Contimporanul. En janvier 1934, le linguiste et éditeur Alexandru Rosetti signe un contrat avec Mateiu Caragiale, par lequel ce dernier accepte de terminer Sub pecetea tainei et de le faire publier par l'Editura Fundațiilor Regale de Rosetti.
Il cesse la plupart de ses activités littéraires plus tard dans l'année, et confesse dans son journal : « Mon état spirituel est probablement le même que celui des personnes qui sentent leur dernière heure approcher et perdent tout espoir ». L'écrivain a probablement l'intention de quitter la ville pour s'installer à Fundulea, rompant ainsi tout lien avec ses pairs,. Malgré ce changement abrupt, Mateiu Caragiale n'abandonne pas entièrement sa carrière d'écrivain. En 1931, le magazine culturel Cele Trei Crișuri, basé à Oradea, publie ses mémoires, intitulés Vechi impresii de spectator (Vieilles impressions d'un spectateur). Dans ceux-ci, Mateiu déclare avoir atteint « une maturité sereine », et indique : « Je commence maintenant placidement le rythme d'une nouvelle vie. ». Il envisage d'écrire une biographie d'Albert Joseph von Hoditz, un extravagant noble silésien du XVIIIe siècle, qui est brièvement mentionné dans Cele trei hagialâcuri,, et s'intéresse également aux œuvres de deux classiques français, Antoine Furetière et Honoré de Balzac. Il est préoccupé par la mort, qu'il craint beaucoup,. Au début de 1935, peu de temps après avoir lu les textes de Stefan Zweig sur la guérison par la foi, il constate l'effet qu'ils ont eu sur sa vie comme « la révélation de ma supériorité intellectuelle, de mon intuition et de mon pouvoir de réflexion, ainsi que des forces latentes que je ressens au fondement de mon être. »,. Il met également un point d'honneur à renoncer à son mode de vie trépidant, abandonnant l'alcool et le café,.
Mateiu Caragiale meurt deux ans plus tard à Bucarest, à l'âge de 51 ans, après avoir subi une attaque cérébrale,. Malgré sa volonté explicite et l'opposition de sa veuve, des discours sont prononcés lors de sa cérémonie funéraire, notamment ceux d'Alexandru Rosetti et d'Adrian Maniu (en). Rosetti et Eugen Lovinescu ont raconté plus tard un incident inhabituel suscité par l'événement : Iancu Vulturescu, un ami de Mateiu Caragiale et un habitué de la Casa Capșa, a regardé intensément le cadavre alors qu'il lui rendait hommage ; plus tard dans la soirée, il s'est suicidé dans une chambre d'hôtel.

## Perspectives et vie personnelle

### Vues et manières

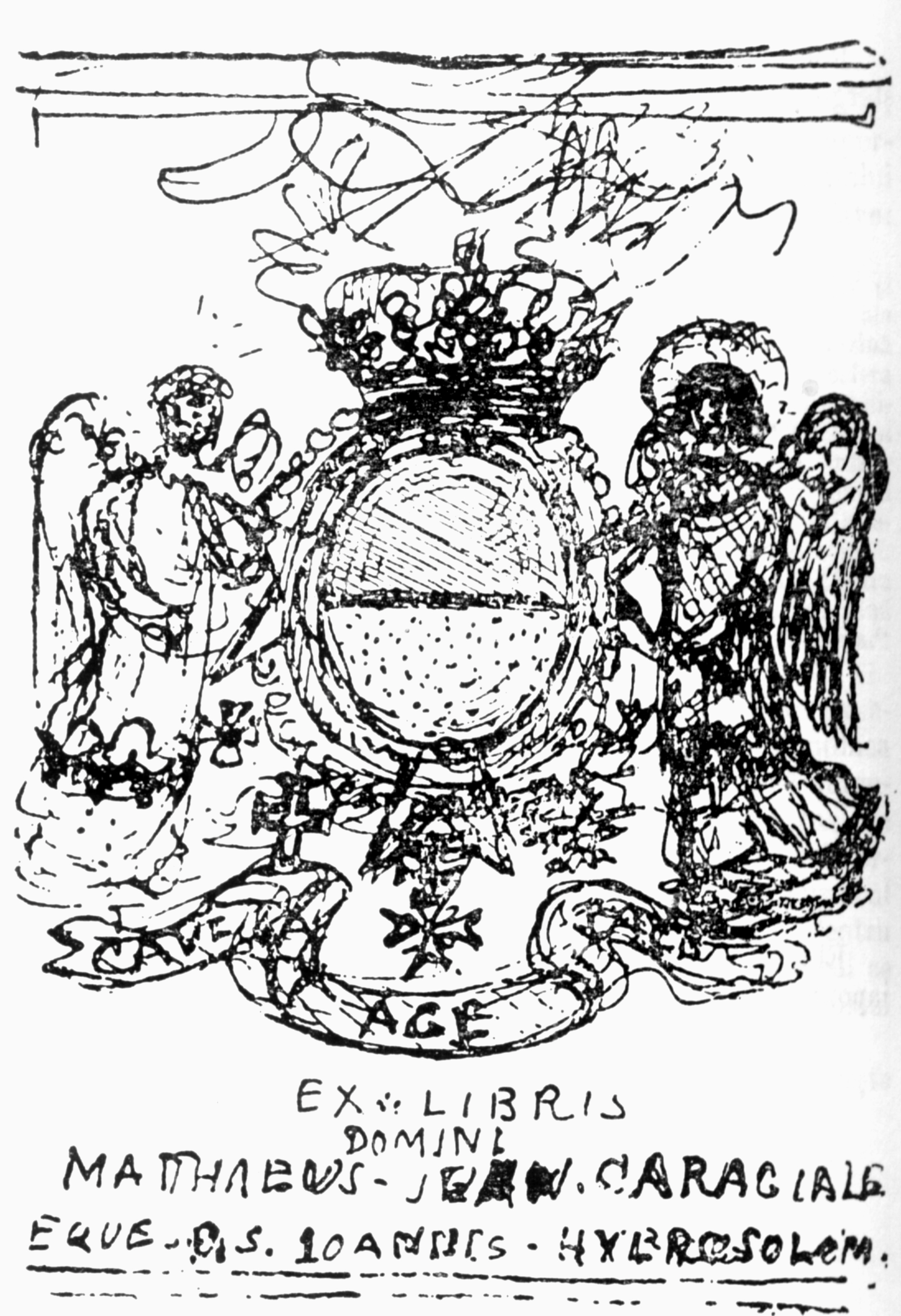
Ex- libris de Caragiale, dessiné de sa propre main et montrant les armoiries qu'il s'était dessinées

L'intérêt de Mateiu Caragiale pour l'héraldique et la généalogie reflète ses goûts et sa vision du monde, qualifiés de « snobisme », d'« esthétisme » et de « dandysme »,,,,,,,, ainsi que l'amour de l'histoire dont il a fait preuve tout au long de sa carrière,. Elle est née pendant ses années d'université, où il remplissait ses carnets de croquis de blasons, et comme l'attestent les divers dessins qu'il a produits tout au long de sa vie. Il a également développé une curiosité durable pour l'astronomie, la magie, ainsi que la botanique et l'agronomie, et a conservé des notes détaillées enregistrant les décès de tous les aristocrates roumains qui étaient ses contemporains.
Ces compétences, ainsi que ses goûts et ses talents de causeur, ont consolidé sa réputation d'érudit malgré son absence d'études formelles,. La culture des objectifs esthétiques a apparemment guidé l'écrivain tout au long de sa vie - le poète et mathématicien Ion Barbu, qui était l'un des plus grands admirateurs de Mateiu Caragiale,,,, a raconté avec étonnement que l'écrivain se rendait périodiquement à l'Académie roumaine pour examiner une certaine page d'un manuel d'arithmétique décrivant la règle de trois (il aurait dit à Barbu : « Le souvenir de sa splendeur me donne une envie incessante de la relire »). En même temps, il est attiré par l'ésotérisme, l'alchimie et les sujets mystiques tels que la numérologie, qui constituent autant d'éléments de fond dans sa prose.
Une caractéristique de la vie de Mateiu Caragiale était sa recherche d'origines nobles, contrastant avec son statut illégitime. Selon l'historien Lucian Nastasă, cette recherche était en contradiction avec la discrétion de son père par rapport à ses ancêtres grecs. On sait qu'Ion Luca a qualifié ses propres origines d'incertaines, même si elles avaient été bien enregistrées, et qu'il a déclaré plus tard que toute lignée noble en Roumanie reposait sur de fausses généalogies. On pense également que le père de Caragiale a découragé les prétentions de son fils et qu'il a fait remarquer, en se moquant, que l'origine de sa propre famille ne pouvait pas être aristocratique,,>. Au début de sa jeunesse, Mateiu se qualifiait en plaisantant de "prince Bassarab-Apaffy", mélangeant le titre utilisé par les premiers princes Bassarab de Valachie et la famille Apaffy de la noblesse hongroise. Les lettres qu'il a écrites alors qu'il était encore étudiant montrent qu'il envisageait un mariage de complaisance comme moyen d'accroître sa richesse et son statut,,,.
Dans sa quête permanente de droits nobiliaires, parfois attribuée au complexe d'infériorité des enfants illégitimes,,, il indique que les origines de sa mère se situent en Autriche-Hongrie : avant son mariage avec Marica Sion, il affirme avoir perdu son acte de naissance, et, après en avoir rempli un nouveau, que sa mère résidait à Vienne, et que lui-même était né dans la ville transylvanienne de Tușnad,,. Selon Tudor Vianu, la quête de Caragiale d'une « hérédité élective » l'a vu rejoindre un groupe diversifié d'écrivains aux intérêts similaires, parmi lesquels Balzac, Arthur de Gobineau et Stefan George,. Commentant que « l'hérédité n'a, après tout, que la valeur d'un fait psychologique », il souligne : « [Caragiale] avait donc le droit de chercher son ascendance sur les montées de l'histoire et même d'être prêt à croire, de temps en temps, qu'il l'avait trouvée. ».
Entre 1907 et 1911, Caragiale a étudié l'héraldique roumaine et, dans ce but, a lu Familii boierești române (Familles roumaines Boyard)d'Octav-George Lecca. De nombreux commentaires qu'il a ajoutés à son exemplaire du livre sont polémiques, sarcastiques ou mystérieux, tandis que les croquis qu'il a réalisés dans la marge comprennent des représentations de boyards mis à mort de diverses manières, ainsi que des caricatures (comme un blason affichant une tête d'âne, qu'il a attribué, par dérision, à Octav-George Lecca lui-même). Plusieurs des objets héraldiques qu'il a créés étaient destinés à son propre usage. En juin 1928, il a hissé dans sa propriété de Fundulea un étendard vert sur jaune qu'il a créé pour la famille Caragiale,,,Modèle:Vianu. Il a également hissé d'autres symboles, dont le drapeau de la Hongrie, qui, selon lui, soulignaient son origine étrangère.
Parmi les autres excentricités de Caragiale, citons le port d'une « robe princière » de sa propre conception, le développement d'un mode d'élocution inhabituel, ainsi qu'un amour notoire pour les décorations - des honneurs officiels qu'il a essayé d'obtenir pour lui-même à plusieurs reprises, jusqu'à l'obtention de la Légion d'honneur,,,,,,. Il était particulièrement fier de constater qu'après 14 mois de service gouvernemental, il avait reçu l'Ordre de la Couronne roumain et les autres médailles. Son principal regret à cet égard est de ne pas avoir reçu l'ordre de la Rose blanche de Finlande,, après avoir prétendu auparavant avoir refusé l'ordre de Saint-Sava du royaume de Serbie lorsqu'il lui a été offert avec un rang inférieur à celui qu'il avait demandé. Ion Vianu soutient que, intimement conscient du fait que ses prétentions généalogiques sont douteuses, l'écrivain a cherché à compenser en se frayant un chemin dans des environnements méritocratiques.

### Troubles présumés et sexualité
La vie personnelle de Mateiu Caragiale a longtemps suscité l'intérêt pour les traces qu'elle a laissées dans son œuvre littéraire. Cet intérêt est renforcé par sa réputation d'homme secret. Dans une interview tardive, Cella Delavrancea le décrivait comme « fait de [...] petites pièces rapportées, si bien cousues ensemble qu'on ne savait jamais ce qu'il avait dit, ce qu'il avait voulu dire, ce qu'il pensait. ». Alors que Ionel Gherea (en) supposait que Caragiale ne faisait que jouer la comédie, Eugen Lovinescu, qui décrivait la personnalité de Caragiale comme « bizarre », le qualifiait également de « coloré et stérile ». Malgré son style de vie trépidant, Caragiale craint la pauvreté et s'en prend à la bohème, soulignant que « cela tue, et souvent pas seulement au sens figuré ». En parallèle, l'historien de la culture Andrei Oișteanu estime que des fragments de ses écrits et de ses dossiers privés témoignent d'une connaissance intime de l'abus de substances et de la sous-culture de la drogue de son époque, en plus de sa consommation excessive d'alcool, qu'il a lui-même reconnue. Au cours des dernières années de sa vie, il récoltait une herbe sauvage non spécifiée dans les collines du quartier de Cotroceni, et l'utilisait comme sédatif. À cette époque, note l'essayiste Ion Vartic, l'obsession de Caragiale pour la mort s'est transformée en « névrose ».
Plusieurs comptes rendus contemporains mettent l'accent sur les préférences inhabituelles de Mateiu en matière d'habillement, soulignant une extravagance étudiée, adoptée pour la première fois lors de son séjour à Berlin, et pour laquelle il aurait dépensé plus que ce qu'il pouvait se permettre. L'historien de la littérature George Călinescu se souvient d'avoir vu un Caragiale d'âge moyen se promener dans le centre-ville de Bucarest : amusé par les vêtements quotidiens de l'écrivain, qu'il dépeignait comme étant d'une mode archaïque et légèrement détériorés, il le comparait à « un majordome en congé dominical »,,. Călinescu a également raconté que, pendant l'hiver, Caragiale ne touchait le métal qu'avec sa main, tout en portant des gants en daim. Rosetti et la poète Ștefana Velisar ont tous deux déclaré avoir été amusés par certains aspects des vêtements de Caragiale, tels que ses bottes trop grandes et le fait qu'il utilisait des ciseaux pour couper les extrémités usées de ses jambes de pantalon. En 1926, l'écrivain commence à porter une bague portant le sceau de Mercure, ce qui, selon Vartic, témoigne de sa confiance dans les pouvoirs du dieu psychopompe.
Le mystère et l'excentricité de Caragiale sont réputés avoir marqué sa vie personnelle et sa sexualité, souvent avec des conséquences dramatiques. À l'appui de cette affirmation, Ion Vianu cite le prétendu dédain de l'écrivain pour sa mère, en se référant à une affirmation de la mondaine Grigore "Grigri" Ghica. Ce dernier, familier de Miller Verghy et de son entourage, raconte que le pauvre mais fier Caragiale avait demandé à leur amie commune de lui permettre d'utiliser une écurie sur sa propriété, expliquant qu'il allait y faire installer des meubles. Selon Ghica, les propriétaires ont été choqués de découvrir que l'écurie avait été utilisée pour loger Maria Constantinescu. Ion Vianu note également que Caragiale « semble n'avoir été amoureux que l'espace d'un instant », en référence à sa poursuite, en 1907, d'une jeune fille française de la classe supérieure, Fernande de Bondy, qui a rejeté ses avances et s'est plainte auprès du père de Caragiale. Pendant un certain temps en 1908, Caragiale a eu une brève liaison avec une Française apparemment peu séduisante, Mariette Lamboley, qui avait été une religieuse catholique romaine,,. Dans des lettres qu'il envoyait à son ami proche, Nicolae Boicescu, Caragiale se vantait de ses exploits sexuels avec Lamboley, et de l'avoir exposée aux « sadismes les plus terrifiants » (dont celui de la laisser se faire violer par un inconnu dans le Parc Cișmigiu),.
Les notes de ses journaux intimes montrent qu'il en voulait discrètement à Alexandru Bogdan-Pitești, bien que, comme le souligne Ion Vianu, de telles déclarations ne semblent être devenues un élément de base des dossiers privés de Caragiale que longtemps après la mort de Bogdan-Pitești. Outre le fait qu'il prétendait exposer le financement présumé de son patron par les Empires centraux avant et pendant la Première Guerre mondiale, Caragiale évoquait l'homosexualité de Bogdan-Pitești en termes désobligeants (le qualifiant de « fanfaron du vice contre-nature »), et élaborait même un plan pour cambrioler sa résidence. La solution violente à la pauvreté, propose Ion Vianu, peut avoir reflété son appréciation de L'Arriviste de Félicien Champsaur, dans lequel le protagoniste utilise le meurtre pour s'affirmer socialement. Malgré les relations de Caragiale avec les femmes et ses rechutes dans l'homophobie, Ion Vianu soutient (en s'appuyant en partie sur des commentaires similaires de l'historien de la littérature Matei Călinescu (en)) que l'écrivain avait une préférence pour l'homosocialité, voire l'homoérotisme, tous deux conformes à son narcissisme. Le journal de Caragiale traite également de l'épouse de Bogdan-Pitești, la mondaine Domnica, la dépeignant comme une femme immorale,. Une personne connue sous les initiales A. K., qui était probablement la même que Domnica, est mentionnée dans ces notes comme étant dans une situation de ménage à trois avec Bogdan-Pitești et Caragiale,,. Il a avoué être reconnaissant que le long registre des sommes qu'il avait empruntées à Bogdan-Pitești à partir de 1916 ait été détruit, probablement par Domnica, au moment où son patron était sur son lit de mort.
La dernière poursuite érotique de Mateiu Caragiale fut la dame de la haute société et chanteuse amateure Eliza "Elise" Băicoianu. Il l'a courtisée pendant quelques mois en 1932, malgré son mariage avec Marica Sion. Ses notes privées montrent qu'il luttait contre le désir de Băicoianu, qui, selon lui, altérait son jugement, et se déclarait outré que l'objet de son affection ait une « liaison scandaleuse » avec un autre homme. Il a finalement décidé de ne pas persévérer, se basant sur le principe que « les affaires sont les affaires ». Dans ses dernières années, Caragiale évaluait la probabilité qu'il ait encore un fils mâle et, bien qu'il ait conclu que ce n'était pas probable, il a établi une « loi sur la famille » à laquelle ses descendants potentiels devaient se conformer.

## Œuvres

### Style littéraire
Écrivant peu après la mort de Caragiale, Tudor Vianu l'a défini comme « une figure, peut-être tardive, de cette génération esthétique des environs de 1880, qui professait un concept de suprématie des valeurs artistiques dans la vie ». Il a ainsi pu établir un parallèle entre Mateiu Caragiale et Alexandru Macedonski, le doyen du symbolisme roumain, à la différence essentielle de leur niveau d'implication dans les affaires culturelles. Contrairement à son demi-frère Luca Caragiale (en), Mateiu tend à se tenir à l'écart des mouvements littéraires de son époque, et place ses références culturelles dans un passé relatif, s'inspirant d'auteurs romantiques et symbolistes comme Edgar Allan Poe, Auguste Villiers de l'Isle-Adam, Jules Amédée Barbey d'Aurevilly,, Charles Baudelaire et José María de Heredia. Notant la différence manifeste de style entre le réaliste Ion Luca et ses deux fils, Vianu a souligné que les trois partageaient, comme traits caractéristiques, « la culture de formes pleinement développées, la vision de l'art comme un système fermé résistant aux forces anarchiques de la réalité ». Selon Cioculescu, l'œuvre de Mateiu serait « mineure, si on ne la place pas à côté de celle de Ion Luca Caragiale ». D'autre part, Cioculescu a indiqué qu'une lettre écrite par Mateiu Caragiale dans sa prime jeunesse, qui comportait ses premiers morceaux de commentaire social, imitait la calligraphie de son père au point que George Călinescu a d'abord cru qu'il s'agissait de l'œuvre de Ion Luca. Le critique littéraire Paul Cernat propose que les heurts entre le père et le fils témoignent de « l'attachement maternel et de la rupture avec l'autorité paternelle » de Mateiu et, en particulier, de son « complexe d'Œdipe », qu'il voit également se manifester dans la personnalité d'écrivains roumains modernes tels que la figure fondatrice de l'avant-garde Urmuz et le cofondateur du dadaïsme, Tristan Tzara.
Discutant de l'originalité de Mateiu Caragiale, Călinescu voyait en lui « un promoteur (peut-être le premier) du balkanisme littéraire, ce mélange gras de phrases obscènes, d'élans lascifs, de conscience d'une généalogie aventureuse et floue, le tout purifié et vu d'en haut par une intelligence supérieure »,. En ce qui concerne la littérature roumaine, il pensait avoir découvert un trait commun aux écrivains "balkaniques" d'origine principalement valaque, citant Mateiu Caragiale dans un groupe qui comprenait également le père de Caragiale, l'aphoriste et imprimeur du début du XIXe siècle Anton Pann, les poètes modernes Tudor Arghezi, Ion Minulescu, Ion Barbu et Urmuz,. Il définit ensuite ce rassemblement comme « les grands sensibles grimaçants, des bouffons à l'intelligence juste trop plastique ». Parallèlement, Lovinescu considérait Caragiale comme faisant partie d'un groupe de prosateurs modernistes qui cherchaient à remodeler le genre par l'utilisation du lyrisme, et qui étaient donc paradoxalement dépassés par les normes du XXe siècle. Le caractère différé de la contribution de Caragiale a également été mentionné par l'historien de la littérature Ovid S. Crohmălniceanu, qui a identifié ses racines dans l'Art nouveau et, à travers lui, les sujets de l'art byzantin.
Parmi les autres traits qui distinguent Caragiale de ses collègues écrivains roumains, il y a son vocabulaire très créatif, qui repose en partie sur des archaïsmes et des mots rarement présents dans le lexique roumain moderne (y compris ceux empruntés au turc et au grec,,, ou même au romani). Dans certains cas, il a utilisé une orthographe inventive - par exemple, il a systématiquement représenté le mot « charme », « farmec », par « fermec ». Tudor Vianu a noté que cette habitude était similaire aux expériences présentes dans la poésie cryptique de Ion Barbu, attribuant les deux cas à « l'intention de souligner la différenciation entre les mots écrits et les mots parlés », tandis que Ion Vianu a défini Caragiale comme « un artisan précis de la langue, un extraordinaire connaisseur de la langue roumaine, que, par snobisme, il met de côté pour les lecteurs plébéiens ». Craii de Curtea-Veche introduit un large éventail de mots présents dans l'argot du début du XXe siècle et dans le blasphème roumain, et rend l'habitude alors courante d'emprunter des phrases entières au français pour s'exprimer, (un trait notamment présent dans le vocabulaire quotidien de Mateiu Cargiale),. Le ton du roman, souvent irrévérencieux, et l'incursion du livre dans le banal ont été considérés par certains comme tributaires du style informel cultivé par Bogdan-Pitești.
La plupart de la prose de Caragiale est interconnectée par des allusions à lui-même et, à l'occasion, les récits se réfèrent discrètement les uns aux autres,. Si ses textes se caractérisent par une précision dans la définition du moment et du lieu de l'intrigue, les lignes générales des récits font souvent l'objet d'une fragmentation calculée, une technique innovante qui, écrit Vartic, atteste de la familiarité de l'auteur avec la vision d'Antoine Furetière. Vartic indique également que La Comédie humaine de Balzac, en particulier son cycle des Treize - dont on sait qu'il est l'un des livres que Caragiale chérissait le plus -, a influencé la structure générale de ses histoires.

### Roman

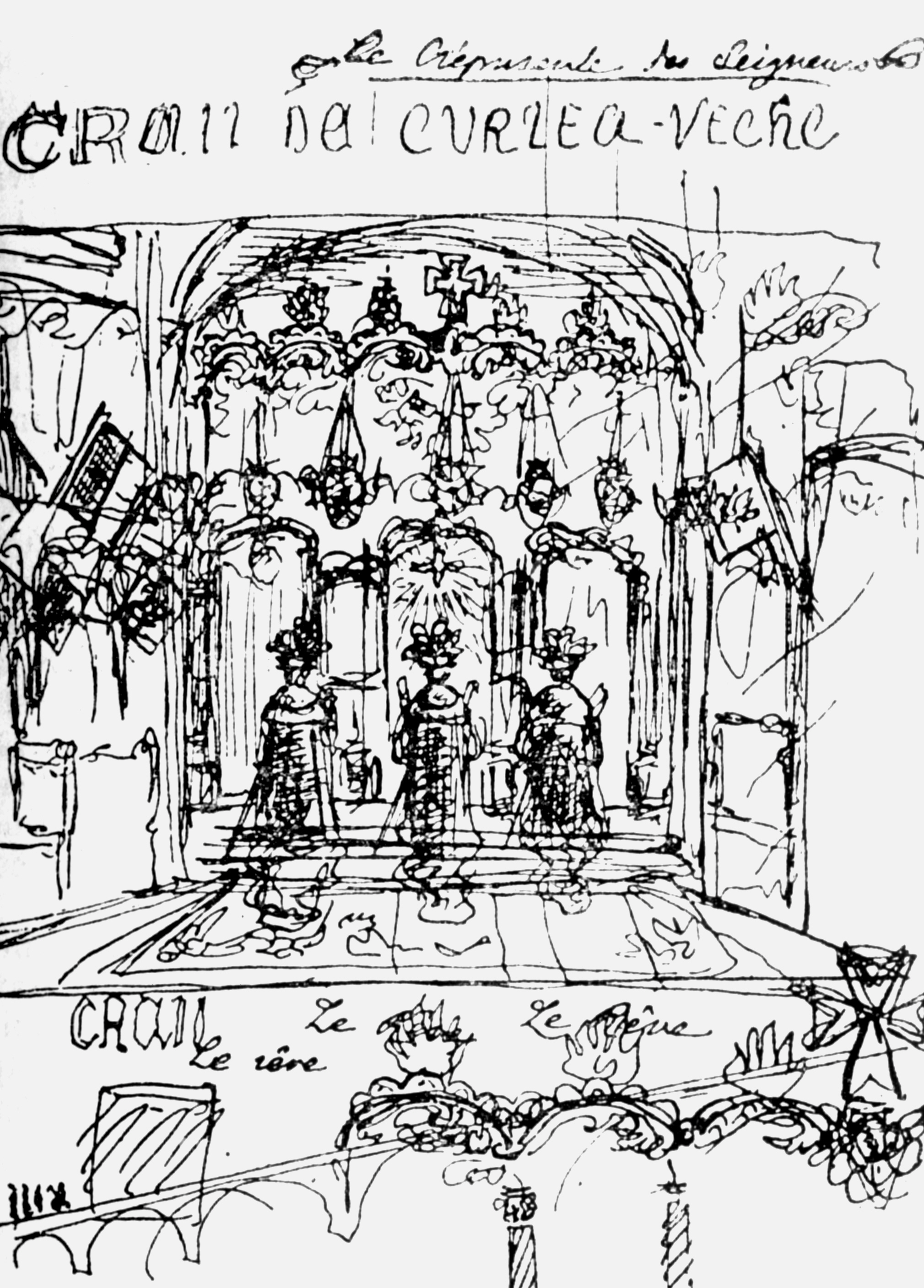
Illustration de Mateiu Caragiale pour son Craii de Curtea-Veche

Récit à la première personne, Craii de Curtea-Veche retrace et fait la satire de la société roumaine des premières décennies du XXe siècle (il décrit probablement des événements survenus vers 1910). Un noyau dur de trois personnes, toutes repliées sur elles-mêmes, épicuriennes et décadentes, permet l'intrusion de Gore Pirgu, un égocentrique de basse classe et inculte, dont le personnage en vient à incarner la nouvelle classe politique de la Grande Roumanie,,,,. Le chercheur Constantin Amăriuței a proposé qu'il existe un lien intrinsèque entre Pirgu et Mitică, un commis volubile dépeint dans plusieurs histoires à sketches de Ion Luca Caragiale, et dont on se souvient surtout comme un stéréotype des Bucarestois ; selon Amăriuței, Pirgu est « l'éternel et réel Mitică du monde roumain ». Selon Matei Călinescu, l'histoire est façonnée de manière intertextuelle par deux œuvres en prose de Ion Luca : l'une d'entre elles, intitulée Inspecțiune... (Inspection...), fait partie du cycle Mitică, tandis que l'autre, Grand Hôtel "Victoria română", est l'une des premières représentations de l'anxiété dans la littérature roumaine. Pour Matei Călinescu, Pirgu et les autres protagonistes sont des allégories d'un ensemble de traits essentiellement roumains qui, selon lui, sont encore observables au début du XXIe siècle,.
En référence directe à Craii..., George Călinescu écrit : « La réalité est transfigurée, elle devient fantasmatique et une sorte de malaise à la Edgar Poe agite [les personnages principaux], ces bons à rien de la vieille capitale roumaine. ». Selon lui, cela justifie de placer le roman de Caragiale parmi les écrits surréalistes, et aux côtés des œuvres d'auteurs éclectiques tels que Barbu et Ion Vinea. L'historien de la littérature Eugen Simion (en) note que Barbu pensait lui-même que la prose de Caragiale était de valeur égale à la poésie du poète national roumain Mihai Eminescu, et soutient que cette perspective était exagérée.
En 2007, Cernat a également noté une similitude entre le recueil de nouvelles de 1930 de Vinea, Paradisul suspinelor (Le Paradis des soupirs), et Craii... de Caragiale, définissant les deux livres comme « poétiques, maniéristes et fantastiques », et soulignant qu'ils mettent tous deux en scène des personnages décadents. S'appuyant sur les observations de son collègue plus âgé, Simion Mioc, Cernat a fait remarquer que Vinea, Mateiu Caragiale, Nicolae Davidescu et Adrian Maniu (en), tous membres de la même génération "post-symboliste", se sont finalement inspirés d'Alexandru Macedonski et de son œuvre symboliste Thalassa, Le Calvaire de feu. Il a également proposé que, moins directement, les thèmes et le style de Macedonski aient également influencé des œuvres en prose similaires d'Arghezi et d'Urmuz.
Plusieurs critiques et chercheurs ont souligné que, dans Craii..., Caragiale utilisait les personnages et les dialogues pour illustrer sa propre vision du monde et ses points de référence historiques,,,,,,. Parmi les riches références culturelles présentes dans le roman, Șerban Cioculescu a identifié diverses représentations directes ou cachées des contemporains de Caragiale, dont plusieurs pointent vers sa propre famille. Ainsi, selon Cioculescu, le personnage de Zinca Mamonoaia est la belle-tante de l'écrivain, Catinca Momuloaia, tandis qu'un passage entier jette une lumière négative sur Ion Luca (le "principal écrivain de la nation" non nommé qui se prostitue). Commentant la brève mention d'un des associés de Pirgu, « le théosophe Papura Jilava », le critique a conclu qu'il s'agissait très probablement du romancier et voyageur Bucura Dumbravă.
Cioculescu identifie plusieurs autres personnages, dont Pirgu et deux personnages secondaires, le journaliste Uhry et le diplomate homosexuel Poponel, qui étaient les compagnons de Caragiale : ces deux derniers étaient basés, respectivement, sur Uhrinowsky et un membre d'« une vieille famille oltanaise ». Ion Vianu, qui pense que le narrateur sans nom est une projection de l'ego de Caragiale, souligne les liens entre les différents personnages et d'autres personnes réelles, notamment Ion Luca, Bogdan-Pitești et Anghel Demetriescu (en). En outre, Barbu Cioculescu aurait identifié d'autres traits partagés par le narrateur et l'auteur, ainsi qu'une référence secrète à Marica Sion, tandis que le chercheur Radu Cernătescu suggère d'autres allusions à des nobles excentriques de la vie réelle, de Pantazi Ghica (en) à Claymoor (Mișu Văcărescu) (en). Perpessicus a noté que, dans l'un de ses accès de colère, le personnage Pașadia critique le style Brâncovenesc développé dans l'art roumain du XVIIe siècle (qu'il oppose à « la floraison tumultueuse du baroque »), pour que le narrateur s'élève contre lui ; ce faisant, le lecteur est informé des propres goûts de Caragiale.

### Autres œuvres en prose

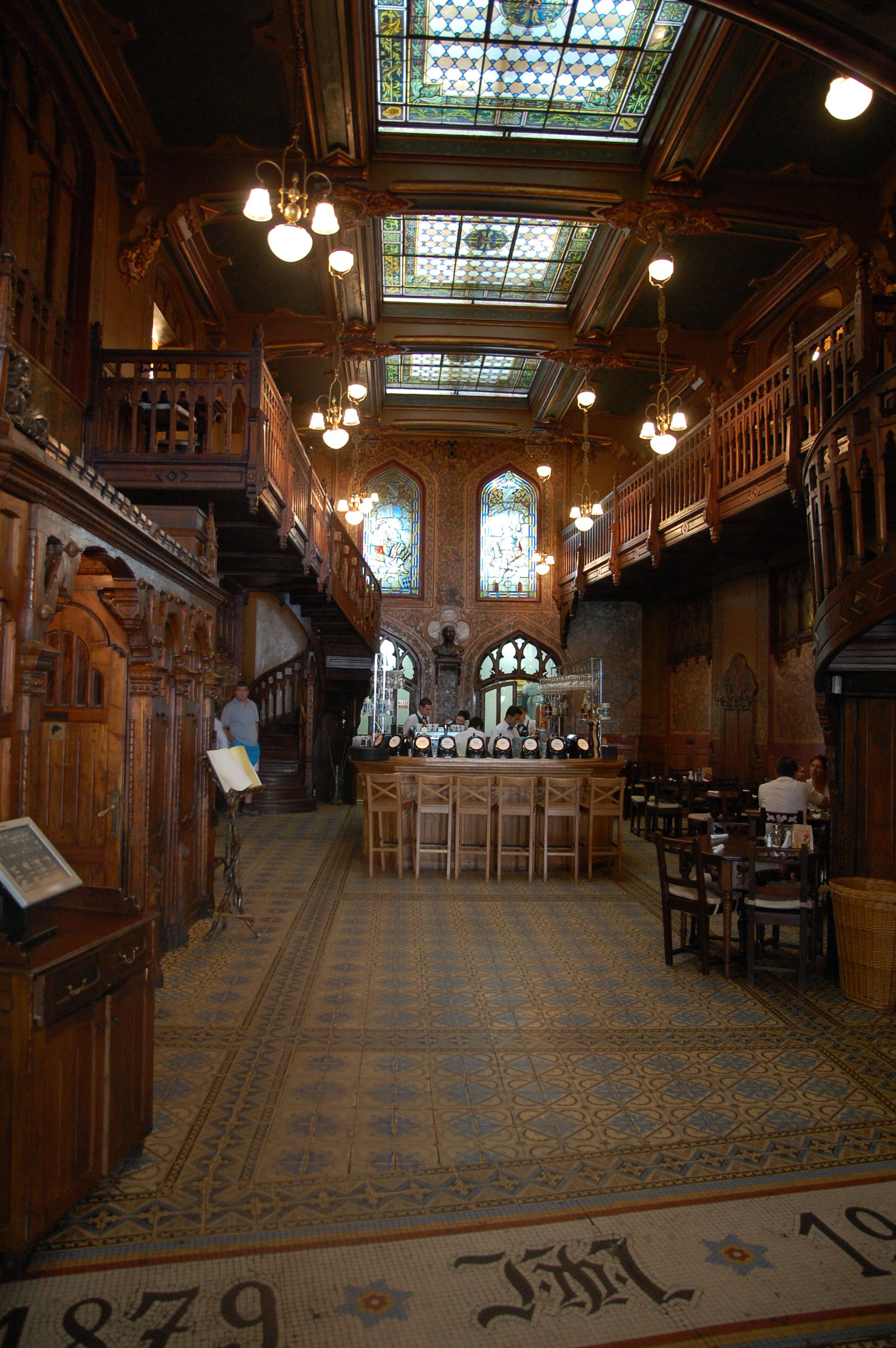
Restaurant Caru cu bere, décor du Sub pecetea tainei de Caragiale

Remember est un roman court fantastique qui se déroule à Berlin et qui décrit les événements dramatiques de la vie du dandy Aubrey de Vere. Perpessicius a affirmé que le protagoniste principal était "« tiré, apparemment, d'une nouvelle d'Oscar Wilde », tandis que d'autres ont noté une référence directe à l'écrivain du XIXe siècle Aubrey de Vere, une référence indirecte à Lénore de Poe (les paroles : « And, Guy de Vere, has thou no tear?- weep now or nevermore ! »), ou une anagramme partielle du nom Barbey d'Aurevilly. Les événements mystérieux qui se trouvent au centre de l'écriture ont été interprétés par plusieurs critiques comme une allusion à l'homosexualité de de Vere,,,. Se déroulant probablement en 1907, il contraste avec les autres écrits de Caragiale, plus ténébreux, de ce genre - l'un de ses principaux traits est la nostalgie de l'écrivain envers la capitale allemande, qui sert à donner à l'histoire une qualité atmosphérique plutôt que narrative. Sa représentation des visions hallucinatoires doit probablement son inspiration à Gérard de Nerval, tandis que, selon l'historien Sorin Antohi (en), le personnage principal rappelle Des Esseintes de Joris-Karl Huysmans (voir À rebours). Lovinescu loue le récit pour « la gravité de son ton, [...] la cadence de son style somptueux, cultivé et noble. ». George Călinescu, qui a qualifié le récit de « pastiche » et Berlin, telle que dépeinte dans l'histoire de Caragiale, de « Berlin-Sodome », a conclu que le texte permettait aux lecteurs de former « la sensation directe » de Bucarest comme un « Sodome balkanique » à discerner du paysage allemand.
Sub pecetea tainei de Caragiale a fait l'objet de débats dans la communauté littéraire. L'un des désaccords porte sur sa nature : certains y voient une novella autonome, tandis que d'autres, dont Alexandru George, y voient un roman inachevé. Dans ce contexte, une position singulière a été défendue par Ovid S. Crohmălniceanu, qui pensait que Caragiale construisait une suite de son Craii...... L'autre point de discorde concerne sa valeur artistique. Ovidiu Cotruș (en) a vu dans cette histoire la preuve que Mateiu Caragiale était à bout de « ressources narratives » et créait « l'[écriture] la plus détachée des obsessions de son œuvre », tandis que Șerban Cioculescu a déploré la décision de Caragiale d'abandonner le travail sur Soborul țațelor (qu'il considérait comme une entreprise plus prometteuse) pour « implanter une sorte de roman policier roumain »,.
Écrit comme un récit-cadre, Sub pecetea tainei comprend les souvenirs de Teodor "Rache" Ruse, un officier de police à la retraite. Ponctué d'omissions volontaires, pour lesquelles des rangées de points de suspension sont employées, le texte est structuré en récits de trois affaires non résolues : celle d'un disparu, le greffier Gogu Nicolau, assassiné ou non par sa femme ; celle d'un ministre épileptique que Ruse est censé garder et qui, après avoir disparu et être revenu, présente sa démission et meurt, laissant l'opinion publique dans l'ignorance de son sort ; enfin, celle d'un couple d'escrocs viennois et de meurtriers présumés (dont l'un pourrait être un travesti) dont l'arrivée à Bucarest menace la vie de leur hôte féminine, Lena Ceptureanu. Les récits de Ruse, que des références obliques dans le texte semblent situer en 1930, font partie de ses conversations avec le narrateur anonyme, qui se déroulent dans le restaurant Caru cu bere et dans la maison du narrateur à Bucarest ; cela, note Manolescu, fait écho à des scènes dans Craii.... Un élément récurrent de l'intrigue est le rôle joué par des femmes secrètes, qui peuvent être directement ou indirectement responsables de la mort de personnages masculins. Les commentateurs ont depuis tenté de faire correspondre plusieurs des protagonistes avec des personnes réelles de la vie de Caragiale. Ces théories identifient Rache Ruse lui-même à Cantuniari, un policier avec lequel Caragiale s'était lié d'amitié, le ministre à Alexandru Lahovary (en), membre éminent du parti conservateur, et le personnage féminin Arethy à Miller Verghy.
Selon M. Manolescu, Mateiu Caragiale s'est directement inspiré d'œuvres étrangères de fiction policière pour élaborer son histoire, mais il s'est également moqué de leurs conventions en faisant en sorte que Ruse s'appuie sur la littérature et même sur la cartomancie pour résoudre ses crimes. Vartic a établi un parallèle entre le style de Caragiale et celui de deux auteurs étrangers de romans policiers du 20e siècle : Dashiell Hammett et Giorgio Bassani. L'intention générale, note Manolescu, n'est pas de dépeindre de manière réaliste les procédures policières, mais de montrer « le mystère humain ». Ainsi, selon Ion Vartic, Gogu Nicolau pourrait être la tentative de Caragiale de se voir de l'extérieur, et sa disparition pourrait être un indice que l'écrivain envisageait de rompre les liens avec le milieu culturel. Le titre de l'œuvre et sa signification générique se retrouvent dans la déclaration finale de Ruse : « Il y a de telles choses destinées à rester toujours - depuis toujours - sous le sceau du secret ».

### Poésie
Les poèmes symbolistes de Caragiale, dont une série de sonnets, témoignent également de son profond intérêt pour l'histoire,,,,. Pajere, qui réunissait tous les poèmes que Caragiale avait publiés dans Viața Românească et Flacăra, a été défini par Lovinescu comme une série de « tableaux aux tons archaïques de notre ancienne existence », et par Ion Vianu comme « une histoire pittoresque de la Valachie », tandis que George Călinescu remarque leur caractère « savant ». Le même critique a également noté que Pajere, qui s'inspirait de décors byzantins, étaient des versions plus accomplies d'un genre cultivé pour la première fois par Dumitru Constantinescu-Teleormăneanu. Selon Perpessicius, Caragiale avait « un certain regard [...], selon lequel le passé [...] ne devait pas être recherché dans les livres, mais dans le paysage environnant ». Il a illustré cette notion avec une stance de Clio de Caragiale :

Dar ceața serii îneacă troianele de jar.

Atunci mergi de te-așează sub un bătrân stejar,

Ascultă mândrul freamăt ce-n el deșteaptă vântul,

Ca-n obositu-ți suflet de vrajă răzvrătiți,

Când negrul văl al nopții înfășură pământul,

În geamăt să tresalte străbunii adormiți.
Călinescu a noté que, dans plusieurs de ses poèmes, Mateiu Caragiale avait infusé sa recherche d'hérédités aristocratiques. Il a vu ce présent dans le poème Lauda cuceritorului :

Sunt seri, spre toamnă,-adânci și strălucite

Ce, luminându-mi negura-amintirii,

Trezesc în mine suflete-adormite

De mult, încât cad pradă amăgirii,

Când cerul pârguit la zări cuprinde

Purpura toată, și toți trandafirii [...]
Dans plusieurs pièces, le langage poétique est caractérisé par le pessimisme et, selon Barbu Cioculescu et Ion Vianu, a été influencé par le poète national roumain, Mihai Eminescu. L'un d'eux, Singurătatea (La solitude), exprime notamment, par la voix de son protagoniste démoniaque, la misanthropie et une attitude vengeresse, considérée par Vianu comme l'un des messages les plus personnels de Caragiale sur la déception du monde :

Că margini nu cunoaște păgâna-mi semeție,

Afară de trufie nimic n-avut-am sfânt,

Mi-am răzbunat printr-însa întreaga seminție,

Și sub călăuzirea-i pășesc cu bărbăție

Pe-atât de aspra cale a negrului mormânt....

## Postérité

### Premières décennies
Au cours des dix années qui ont suivi sa mort, Caragiale a continué à être salué comme un écrivain pertinent, et son œuvre a fait l'objet de nouvelles éditions critiques. Pajere a été publié au printemps 1936, après avoir été édité par Marica Caragiale-Sion et Alexandru Rosetti. Plus tard dans l'année, un volume de recueils d'œuvres, Opere, est publié par Rosetti et présente des estampes réalisées par Mateiu Caragiale à différents moments de sa vie. De grandes parties des journaux intimes tenus par Mateiu Caragiale sont perdues. La transcription effectuée par Perpessicius a été critiquée pour avoir écarté de manière sélective une grande partie du contenu, tandis que les originaux conservés par Rosetti ont été mystérieusement perdus pendant la rébellion des légionnaires en 1941,. Des notes supplémentaires, qui comprenaient notamment les critiques de Caragiale à l'égard de son père, ont été conservées pendant un certain temps par Șerban Cioculescu, avant d'être empruntées à Ecaterina Logadi, la fille de Ion Luca, et jamais retrouvées,,. Un nombre important de ses dessins et peintures, dont Vianu supposait qu'ils avaient survécu en 1936, ont également été égarés.
L'œuvre de Caragiale a exercé très tôt une certaine influence. Ion Barbu a inventé les termes mateist et matein, qui désignent respectivement les partisans et les éléments liés à la littérature de Caragiale. Barbu est également crédité d'avoir mis en place et présidé le premier cercle de mateist,. En 1947, Ion Barbu a écrit le poème Protocol al unui Club ("Le protocole d'un club"), conçu comme un hommage à la mémoire de son ami. Le poète traditionaliste Sandu Tudor (en) a repris le genre des portraits byzantins cultivé par lui et par Constantinescu-Teleormăneanu, en créant une pièce intitulée Comornic (en gros, Cave ou Gardien de cave). À la même époque, l'écrivain connu sous le nom de Sărmanul Klopștock s'est inspiré du style de ses romans.

### Lematéismesous le communisme

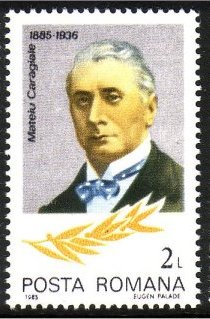
Mateiu Caragiale sur un timbre roumain de 1985

Le matéisme, qui s'est développé à la fin de l'entre-deux-guerres, a pris l'aspect d'un phénomène culturel clandestin pendant le régime communiste. Tașcu Gheorghiu, un auteur surréaliste dont le style de vie bohème était lui-même décrit comme un reflet de Craii..., avait mémorisé de larges sections du roman et pouvait les réciter par cœur,. Selon Eugen Simion (en), le dramaturge Aurel Baranga est réputé avoir fait de même. Pendant le communisme, Gheorghiu a publié une traduction du Guépard de Giuseppe Tomasi di Lampedusa, qui, selon la critique littéraire Carmen Mușat, était marquée par le ton du matéisme. L'esthétique de Caragiale contrastait avec celle de l'establishment réaliste socialiste des années 1950. Cependant, après que la mort du leader soviétique Joseph Staline ait signalé un changement relatif des principes culturels, l'écrivain Petru Dumitriu, membre du Parti communiste, a écrit en faveur de la récupération des prétendues « sections réalistes » des œuvres de Mateiu Caragiale et de Tudor Arghezi. Eugen Simion écrit que, à la fin de la même décennie, des étudiants de l'université de Bucarest ont investi leur temps à essayer de déterminer l'emplacement exact des maisons décrites dans Craii....
Toujours selon Eugen Simion, une tentative du poète Anatol E. Baconsky (en) de republier le volume s'est heurtée à une réaction sévère de l'appareil de censure et, à la suite de cet épisode, le principal organe du parti communiste, Scînteia, a renouvelé sa campagne contre Caragiale. Matei Călinescu (en) a rappelé que, « durant la sombre décennie 1950-60 », il lisait clandestinement Craii... et partageait ses réflexions à ce sujet avec un groupe d'amis, notant que cela faisait partie d'une « vie secrète » qui contrastait avec les rigueurs auxquelles il fallait obéir en public.
Avec la relative libéralisation des années 1960, qui a suivi l'ascension de Nicolae Ceaușescu au pouvoir communiste, l'œuvre de Caragiale a bénéficié d'un accueil plus favorable. À ce stade, le nationalisme et le national-communisme sont devenus des normes du discours officiel, et des intellectuels tels qu'Edgar Papu (en) ont été autorisés à réinterpréter la culture roumaine sur la base des principes nationalistes : La théorie controversée de Papu, connue sous le nom de « protochronisme », affirmait que les Roumains en tant que groupe étaient à l'origine de tout mouvement novateur dans la culture mondiale. Papu pensait ainsi que Caragiale, qu'il décrivait comme supérieur à Flaubert, avait préfiguré les techniques d'écriture de Lampedusa. Indépendamment de cette approche, Mateiu Caragiale était redécouvert par de nouvelles générations d'écrivains. En 1966, Viața Românească publie În deal, pe Militari (" Sur la colline, à Militari ") de Radu Albala, qui constitue la suite et le dernier chapitre de Sub pecetea tainei. Radu Albala a été grandement influencé par Caragiale tout au long de son œuvre,, tout comme son contemporain Alexandru George dans sa série d'écrits de fiction. D'autres auteurs de ce type sont Fănuș Neagu, qui s'est inspiré de Craii... pour écrire son livre de 1976 The Handsome Lunatics of the Big Cities, et Virgiliu Stoenescu, dont la poésie, selon Barbu Cioculescu, a été influencée par « le charme des appositions de mots » dans les poèmes de Caragiale. Le nom de Caragiale a également été cité par l'écrivain Geo Bogza (en), qui, dans sa jeunesse, était une figure majeure du mouvement d'avant-garde roumain. Dans l'une de ses dernières proses, intitulée Ogarii, "Les Borzois", Bogza, qui louait la race canine pour sa grâce innée, écrivait : « Je ne sais pas si Mateiu Caragiale, qui se croyait si peu commun, a jamais possédé des borzois. Mais, si c'était le cas, je suis sûr qu'il les contemplait avec mélancolie et avec une secrète envie. ».
À la fin du règne de Ceaușescu, lorsque la libéralisation a été freinée, les écrits matein ont été redécouverts et réappropriés par le groupe d'auteurs Optzeciști, eux-mêmes connus pour avoir tenté d'échapper aux directives culturelles en adoptant la littérature fantastique et d'avant-garde. Mircea Cărtărescu, un des principaux représentants de l'Optzeciști et un défenseur du postmodernisme, a fait référence à Caragiale comme l'un de ses précurseurs de l'entre-deux-guerres,, tandis que Ștefan Agopian a reconnu avoir poursuivi les intérêts de Mateiu dans son roman Tache de catifea (Tache de velours), paru en 1981. Selon le critique Dumitru Ungureanu, c'est principalement par l'intermédiaire de Radu Albala que le modèle du matein s'est infiltré dans l'œuvre de divers Optzeciști-Cărtărescu, Horia Gârbea (en) et Florin Șlapac entre autres. Un autre auteur postmoderne, Mircea Nedelciu (en), originaire de Fundulea, a rendu hommage à la prose matein en basant un personnage de son roman de 1986 Tratament fabulatoriu (Traitement confambulatoire) sur Caragiale,, et, bien plus tard, en adoptant la même pratique dans son dernier roman Zodia Scafandrului (Signe du plongeur de haute mer). Paul Georgescu (en), figure isolée du postmodernisme et ancien idéologue du parti communiste, aurait également utilisé des éléments de Craii... comme source d'inspiration pour ses romans des années 1980,. Parallèlement, en écho au matéisme, de plus en plus de critiques s'intéressent à des sujets liés à l'œuvre de Caragiale. Plusieurs monographies complètes ont été publiées après 1980, dont un volume édité par le Musée de la littérature roumaine et deux ouvrages influents rédigés respectivement par Alexandru George et le philosophe Vasile Lovinescu. Cette dernière, qui prétend découvrir des couches ésotériques dans les textes de Matein, reste controversée.

### Relance post-1989 et débats
Après la révolution roumaine de 1989, Mateiu Caragiale a été complètement réintégrée dans les cercles culturels dominants. Craii de Curtea-Veche a été élu « meilleur roman roumain du XXe siècle » lors d'un sondage réalisé début 2001 auprès de 102 critiques littéraires roumains par le magazine littéraire Observator Cultural,, tandis que son auteur reste l'un des auteurs de fiction roumains les plus étudiés. L'écrivain, ses œuvres en prose et la manière dont le lecteur les perçoit ont été les thèmes d'un livre publié en 2003 par Matei Călinescu, intitulé Mateiu I. Caragiale : recitiri (Mateiu I. Caragiale : relectures). Plusieurs autres nouvelles monographies ont été consacrées à Caragiale, dont un examen favorable de son œuvre rédigé par le chercheur littéraire Ion Iovan en 2002. Iovan est connu pour avoir défendu Caragiale contre les thèmes traditionnels de la critique,. Contrairement à son père Șerban, qui a souvent critiqué la littérature et les choix de vie de Mateiu Caragiale, Barbu Cioculescu est également l'un des plus grands promoteurs de l'écrivain, et a parfois été décrit comme un matéiste,.
Réfléchissant à la popularité croissante de Mateiu, Matei Călinescu a affirmé que Craii... est à la littérature roumaine ce que El Aleph est à l'histoire éponyme de Jorge Luis Borges : un lieu contenant tous les autres lieux concevables,. Dans sa synthèse de 2008, Istoria critică a literaturii române (L'histoire critique de la littérature roumaine), Nicolae Manolescu revisite les prises de position de George Călinescu sur la littérature de l'entre-deux-guerres. Manolescu place Mateiu Caragiale, Max Blecher, Anton Holban et Ion Pillat, qui ne sont pas au premier plan dans l'œuvre de Călinescu, parmi les « écrivains canoniques » de leur génération. Une opinion divergente a été exprimée par le critique littéraire et angliciste Mircea Mihăieș, qui a suggéré que, malgré le potentiel théorique présenté par le style de vie et les antécédents de Mateiu, Craii... est avant tout une œuvre mal écrite, caractérisée par « une naïveté déconcertante », une esthétique « kitsch » et des « affectations embarrassantes ». Mihăieș, qui estime que les seuls écrits de valeur de Caragiale sont Pajere et sa correspondance privée, suggère en outre que les divers admirateurs de Caragiale, notamment des exégètes tels que Matei Călinescu, Vasile Lovinescu, Ovidiu Cotruș (en) et Ion Negoițescu, sont responsables de la surévaluation de leur auteur favori.
En 2001, les écrits de Mateiu Caragiale, édités par Barbu Cioculescu, ont été republiés en une seule édition, tandis que son exemplaire de Familii boierești române d'Octav George Lecca (ro), contenant ses nombreux commentaires et croquis, a servi de base à une réimpression en 2002. Outre les volumes de souvenirs de "Grigri" Ghica et de Ionel Gherea, Mateiu Caragiale est mentionné dans le livre de mémoires de Gheorghe Jurgea-Negrilești, Troica amintirilor. Sub patru regi (La troïka des souvenirs. Sous quatre rois), publié seulement après la révolution. L'œuvre dépeint des épisodes notables de sa vie de bohème, notamment une scène où l'amiral Vessiolkin, en surpoids et en état d'ébriété, saute par-dessus les tables de la Casa Capșa et récite des citations en anglais de William Shakespeare à un public composé de Mateiu Caragiale et de divers badauds. En 2007, Remember a été publié en livre audio, lu par l'acteur Marcel Iureș.
Après la Révolution, les auteurs ont continué à s'inspirer directement de Caragiale. En 2008, Ion Iovan a publié Ultimele însemnări ale lui Mateiu Caragiale (Dernières notes de Mateiu Caragiale), un faux journal et une œuvre de fiction spéculative couvrant les derniers événements de la vie de Caragiale. En plus de reprendre les éléments de sa biographie, il invente un personnage du nom de Jean Mathieu, le fils caché de Mateiu Caragiale,. L'œuvre de Mateiu Caragiale a également été chérie par les écrivains de langue roumaine de la Moldavie nouvellement indépendante, qui faisait autrefois partie de l'Union soviétique. L'un d'entre eux, Anatol Moraru, a écrit Craii de modă nouă, qui est à la fois un mémoire et un hommage à Craii....

### Hommages visuels, filmographie et repères
Publiés dans l'anthologie de 1925 compilée par Perpessicius et Pillat, les portraits modernistes de Caragiale et de l'écrivain d'avant-garde Stephan Roll (en), réalisés par Marcel Janco, ont été décrits par un certain nombre de critiques comme étant de style expressionniste, en raison de leur « superposition énergique et spontanée de lignes ». Une réimpression ultérieure de Craii de Curtea-Veche a notamment été illustrée par des dessins du graphiste George Tomaziu (ro).
Une version théâtrale éponyme de Craii..., mise en scène par Alexandru Repan (en), a été jouée par la compagnie Nottara Theater, avec une scénographie de Sică Rudescu. Le dramaturge Radu Macrinici a également adapté des fragments du roman, ainsi que des textes de Ion Luca et de l'oncle de Ion Luca, Iorgu Caragiale, dans la pièce Un prieten de când lumea? (Un ami de longue date ?). En 2009, l'acteur-chorégraphe Răzvan Mazilu a adapté Remember en une pièce éponyme de théâtre musical et de ballet contemporain, sur une musique de Richard Wagner. La distribution originale comprenait Mazilu dans le rôle d'Aubrey de Vere et Ion Rizea dans le rôle de monsieur M. (un personnage vaguement basé sur Caragiale), avec une scénographie et des vidéos de Dionisis Christofilogiannis.
Au début des années 1970, la vie de Mateiu Caragiale a inspiré une production de la télévision roumaine produite et réalisée par Stere Gulea (en). En 1995, Craii... a fait l'objet d'une production cinématographique éponyme, réalisée par Mircea Veroiu (en),. Il a mis en scène Mircea Albulescu, Marius Bodochi et Gheorghe Dinică. Le livre et son auteur ont également fait l'objet d'un épisode d'une série documentaire produite par le journaliste et politologue Stelian Tănase (en), traitant de l'histoire de Bucarest ; intitulée București, strict secret (Bucarest, top secret), elle a été diffusée par Realitatea TV en 2007.
Le nom de Mateiu Caragiale a été attribué à une rue de Bucarest (et officiellement orthographié Matei Caragiale dans ce contexte). Anciennement connue sous le nom de Strada Constituției (Rue de la Constitution), elle est située dans une zone pauvre à la périphérie du quartier de Drumul Taberei.